# Demografía de la Unión Soviética
La demografía de la Unión Soviética consiste en las estadísticas vitales, etnicidad, afiliaciones religiosas, nivel educativo, salud y otros aspectos de la población de la Unión Soviética, antiguo país euroasiático.
Durante su existencia desde 1922 hasta 1991, la Unión Soviética tuvo una de las poblaciones más grandes del mundo. Cuando se realizó el último censo en 1989, la URSS tenía la tercera más grande del mundo con más de 285 millones de ciudadanos, detrás de China y la India . La antigua nación era una unión federal de repúblicas nacionales, hogar de cientos de etnias diferentes. Para cuando la Unión Soviética se disolvió, los rusos eran el grupo étnico más grande al representar casi el 51% del país. El 49% restante de los ciudadanos soviéticos se identificaban con una variedad de grupos, incluidos ucranianos, bielorrusos, uzbekos, kazajos, georgianos, judíos, etc.

## Población

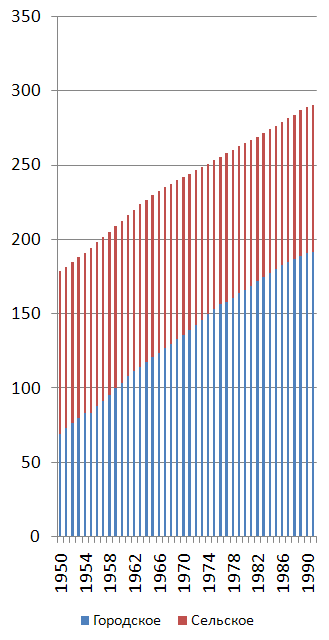
Población de la Unión Soviética entre 1950 y 1990, según datos del Goskomstat.

La población del Imperio ruso en 1917 se estima en 170 millones de personas. Durante el período de la Revolución rusa y la guerra civil, el ex-Imperio ruso perdió antiguos territorios con alrededor de 30 millones de habitantes después de la Revolución rusa de 1917 (Polonia con 18 millones; Finlandia con 3 millones; Rumania con 3 millones; los países bálticos con 5 millones y Kars con 400 mil). Al menos 2 millones de ciudadanos del antiguo Imperio ruso murieron en el curso de la guerra civil rusa de entre 1917 y 1923, y entre 1 y 2 millones más emigraron.
En la década de 1920, la tasa de natalidad alcanzó los niveles de antes de la guerra. Como resultado de los procesos de urbanización e industrialización, la tasa de natalidad disminuyó gradualmente a lo largo de los años siguientes: si en 1925 era de 6,8 hijos por familia, en 1940 - 4,25, en 1955 - 2,8. En 1935, la tasa de crecimiento era casi un 40% inferior al de 1927, y el aumento natural era casi la mitad (11‰ frente a 21‰). El 6 de enero de 1937 se realizó en la Unión Soviética el segundo censo de población. Los resultados preliminares arrojaron que la población de la URSS era de 162 millones de personas (según datos más precisos, 163,8-164,5 millones de personas). Se llevó a cabo en condiciones muy difíciles (en particular, fue el único censo de un día en la historia mundial) y el resultado fue un recuento insuficiente de la población (según los cálculos de A. G. Volkov, alrededor de 700 mil personas). Después de las purgas en el departamento de estadística, se realizó el Censo de Población de toda la Unión Soviética de 1939, que arrojó una población de 170 millones de personas. 
En 1940, los territorios de Bielorrusia Occidental, Ucrania Occidental, Besarabia y las repúblicas bálticas con una población total de hasta 22,3 millones de personas fueron anexados a la Unión Soviética.Sin embargo, después de esto, la población de la URSS sufrió pérdidas durante la Gran Guerra Patria.
Incluso si tomamos sólo los años más favorables del período de entreguerras, la esperanza de vida de las mujeres aumentó significativamente por encima del nivel prerrevolucionario (en unos 4-5 años), pero para los hombres prácticamente no hubo crecimiento en comparación con los últimos años prerrevolucionarios. Sin embargo, en 1953, la esperanza de vida tanto para hombres como para mujeres superó los mejores niveles anteriores a la guerra en unos 20 años, en gran medida debido a una disminución de la mortalidad infantil, que a su vez se debió a la llegada y el uso generalizado de antibióticos.En cuanto a la tasa de natalidad, tras alcanzar su máximo nivel de descenso en 1934, volvió a aumentar algo entre 1935 y 1937, pero nunca volvió al nivel que existía antes de 1933. La disminución de la tasa de natalidad en el país, que había emprendido el camino de la industrialización y la urbanización, estuvo en línea con las tendencias mundiales, pero la velocidad de la disminución de la tasa de natalidad no tenía precedentes.
Según la Academia Rusa de Ciencias, la Unión Soviética sufrió 26,6 millones de muertes (1941-1945) durante la Segunda Guerra Mundial, incluido un aumento de la mortalidad infantil de 1,3 millones. Las cifras totales de pérdidas de guerra incluyen territorios anexados por la Unión Soviética entre 1939 y 1945. En ese momento, la pirámide de población comenzaba a verse más triangular.
Durante su mandato como Presidente del Consejo de Ministros, Iósif Stalin empleó importantes acciones económicas que propiciaron el crecimiento demográfico al mejorar la calidad de vida en la URSS para contrarrestar las pérdidas de población, el gobierno soviético comenzó a impulsar políticas pro natalistas, pues debido a la Segunda Guerra Mundial, la URSS perdió cerca de 26 millones de personas, pero ello no impidió que cada año creciera en más de 2 millones de habitantes. como reducción de  impuestos para las personas con hijos y un premio para las madres llamado Madre Heroína. Debido a la Segunda Guerra Mundial, la URSS perdió cerca de 26 millones de personas, pero ello no impidió que cada año creciera en más de 2 millones de habitantes. Durante su mandato como Presidente del Consejo de Ministros, Stalin empleó importantes acciones económicas que propiciaron el crecimiento demográfico al mejorar la calidad de vida en la URSS. la población de la Unión Soviética comenzó a recuperarse gradualmente hasta alcanzar los niveles de antes de la guerra. En 1959, la población registrada era de 209 035 000 personas, frente a los 196 716 000 de 1941. Entre 1958 y 1959, la tasa de fecundidad soviética se situó en torno a los 2,8 hijos por mujer.
La tasa bruta de natalidad en la Unión Soviética a lo largo de su historia había ido disminuyendo (de 44,0 por mil en 1926 a 18,0 en 1974), debido principalmente a la urbanización y al aumento de la edad media de los matrimonios. La tasa total de fecundidad descendió de 2,4 en 1969 y 1970 a 2,3 entre 1978 y 1979.La tasa bruta de mortalidad también había ido disminuyendo gradualmente (de 23,7 por mil en 1926 a 8,7 en 1974). Aunque las tasas de mortalidad no difirieron mucho entre las regiones de la Unión Soviética a lo largo de gran parte de la historia soviética, las tasas de natalidad en las repúblicas meridionales de Transcaucasia y Asia Central eran mucho más altas que las de las partes septentrionales de la Unión Soviética, y en algunos casos incluso aumentaron en el período posterior a la Segunda Guerra Mundial. Esto se debió en parte a tasas más lentas de urbanización y a matrimonios tradicionalmente precoces en las repúblicas meridionales.

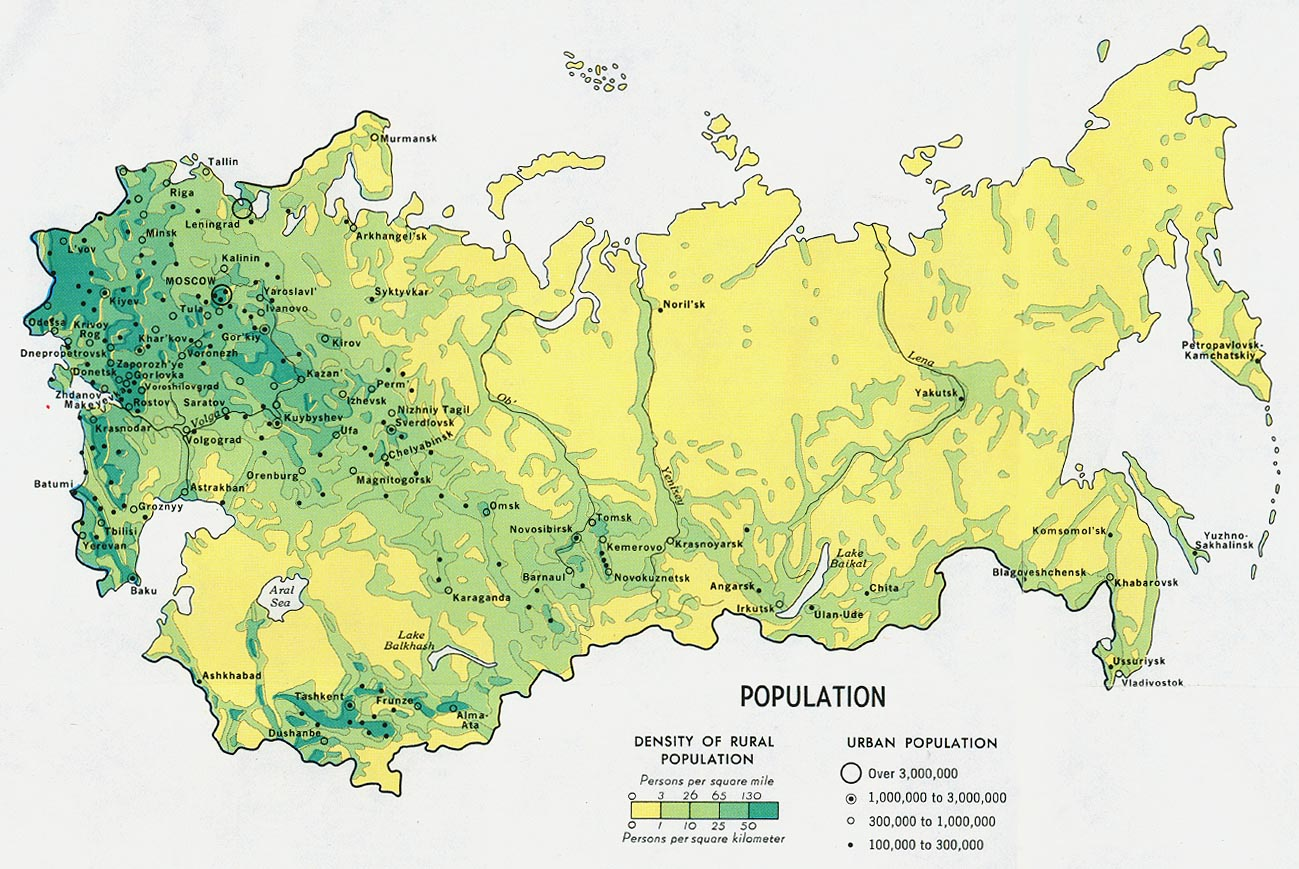
Mapa que muestra la densidad de población de la Unión Soviética en 1974.

El porcentaje de la población de etnia rusa se fue reduciendo gradualmente, principalmente como resultado de las tasas de natalidad diferenciales, ya que la mayoría de las etnias europeas se encaminaban hacia una fecundidad por debajo del nivel de reemplazo y las etnias centroasiáticas y de otras nacionalidades de las repúblicas del sur tenían una fecundidad muy por encima del nivel de reemplazo. Según algunas predicciones occidentales hechas en la década de 1990, si la Unión Soviética hubiera permanecido unida, es probable que los rusos étnicos hubieran perdido su condición de mayoría en la década de 2000. Esta diferencia no podía compensarse con la asimilación de no rusos por parte de rusos, en parte porque las nacionalidades de las repúblicas del sur mantenían una conciencia étnica distinta y no eran fácilmente asimilables.
A finales de los años 1960 y en los años 1970 se produjo una drástica reversión de la tendencia decreciente de la mortalidad en la Unión Soviética, y fue especialmente notable entre los hombres en edad de trabajar, y también especialmente en Rusia y otras zonas predominantemente eslavas del país. Aunque no fue exclusivo de la Unión Soviética (Hungría en particular mostró un patrón similar), este aumento de la mortalidad masculina, acompañado de un notable aumento de las tasas de mortalidad infantil a principios de los años 1970, atrajo la atención de los demógrafos y sovietólogos occidentales de la época.

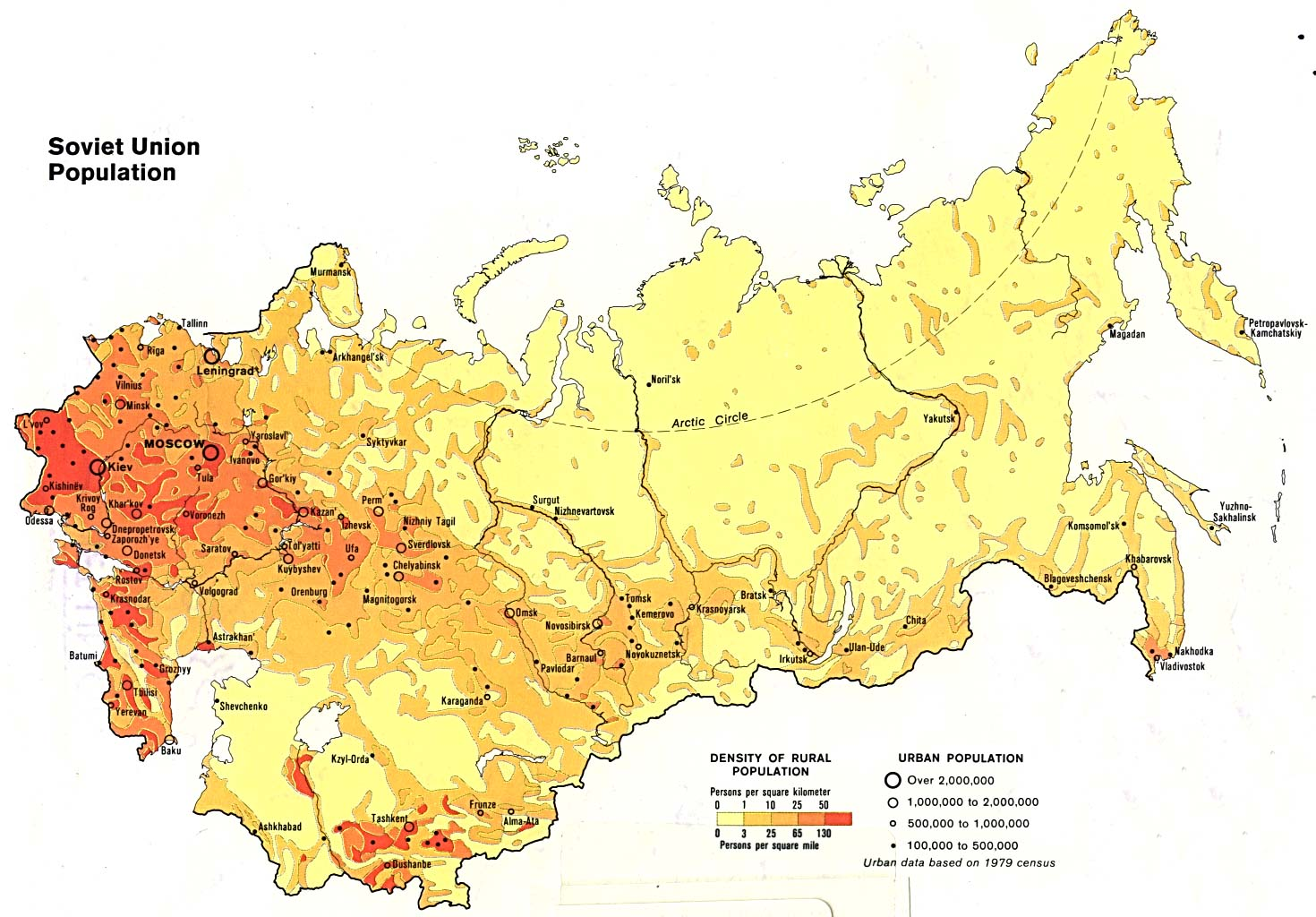
Mapa que muestra la densidad de población de la Unión Soviética en 1982.

Un análisis de los datos oficiales de finales de los años 1980 mostró que después de empeorar a finales de los años 1970 y principios de los años 1980, la situación de la mortalidad de adultos comenzó a mejorar de nuevo.  Refiriéndose a los datos de las dos décadas que terminaron en 1989-1990, si bien observaron cierta disminución en las tasas de mortalidad de adultos en las repúblicas soviéticas en los años 1980, Ward Kingkade y Eduardo Arriaga caracterizaron esta situación de la siguiente manera: "Todos los países de la ex Unión Soviética han seguido la tendencia universal de la mortalidad a disminuir a medida que se controlan las enfermedades infecciosas mientras que las tasas de mortalidad por enfermedades degenerativas aumentan. Lo que es excepcional en los países de la ex Unión Soviética y algunos de sus vecinos de Europa del Este es que un aumento posterior de la mortalidad por causas distintas de las enfermedades infecciosas ha provocado aumentos generales de la mortalidad por todas las causas combinadas. Otra característica distintiva del caso de la ex Unión Soviética es la presencia de niveles inusualmente altos de mortalidad por accidentes y otras causas externas, que suelen estar asociadas con el alcoholismo". 
El aumento de las tasas de mortalidad infantil en la Unión Soviética en el decenio de 1970 se convirtió en tema de muchas discusiones y debates entre los demógrafos occidentales. La tasa de mortalidad infantil (TMI) había aumentado de 24,7 en 1970 a 27,9 en 1974. Algunos investigadores consideraron que el aumento de la mortalidad infantil era en gran medida real, una consecuencia del empeoramiento de las condiciones y los servicios de salud.  Otros lo consideraron en gran medida como un artefacto de la mejora en la notificación de las muertes infantiles, y encontraron que los aumentos se concentraban en las repúblicas de Asia central, donde la mejora en la cobertura y la notificación de los nacimientos y las muertes bien podría tener el mayor efecto en el aumento de las tasas publicadas. Las investigaciones realizadas después de la disolución de la Unión Soviética revelaron que las tasas de mortalidad comunicadas originalmente eran sustancialmente inferiores a las tasas reales, especialmente en el caso de la mortalidad infantil. Esto se ha demostrado en el caso de las repúblicas de Transcaucasia y Asia central. 
Tras dos décadas de tasas de fertilidad en descenso y estancamiento, la TFR soviética aumentó de 2,27 entre 1978 y 1979 a 2,51 en 1986 y 1987. La mayoría de las zonas musulmanas de la URSS siguieron cayendo, mientras que las regiones no musulmanas aumentaron ligeramente.
Aunque la tasa de crecimiento de la población disminuyó con el tiempo, se mantuvo positiva a lo largo de la historia de la Unión Soviética en todas las repúblicas, y la población creció cada año en más de 2 millones, excepto durante períodos de guerra.

### Fuerza laboral
La fuerza laboral en 1989 era de un total de 152 300 000 de personas; de las cuales más del 80 % trabajaba en actividades del sector industrial y el 20 % restante se repartía en actividades agrícolas. Sobre el trabajo organizado: el 98% de los trabajadores eran miembros de sindicatos; todos los sindicatos estaban organizados dentro del Consejo Central de Sindicatos de toda la Unión (AUCCTU) y llevaban a cabo su trabajo bajo la guía del Partido Comunista . Había una relación de mercado entre el pueblo y el Estado como empleador; las personas eran libres de elegir su trabajo y dejarlo si lo deseaban, aunque a los miembros del Partido Comunista de la Unión Soviética se les podía ordenar que trabajaran en ciertos lugares, pero rara vez lo hacían.

### Esperanza de vida
En 1926, un niño soviético recién nacido tenía una esperanza de vida de 44,4 años, frente a los 32,3 años que tenía en el Imperio ruso treinta años antes. En 1958, la esperanza de vida de los recién nacidos había alcanzado los 68,6 años. La esperanza de vida en la Unión Soviética se mantuvo bastante estable durante la mayor parte de los años, aunque en la década de 1970 disminuyó ligeramente.

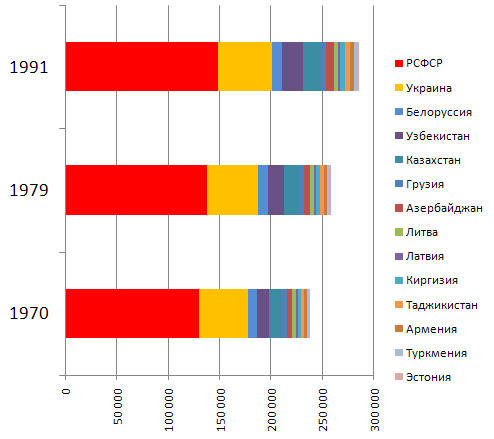
Población por repúblicas de la Unión Soviética por año (miles de personas).

### Evolución etnográfica entre 1959 y 1991
| Rеpública           | 1959        | 1970        | 1979        | 1989        | 1990        | 1991        |
| ------------------- | ----------- | ----------- | ----------- | ----------- | ----------- | ----------- |
| Unión Soviética     | 208 827 000 | 241 720 000 | 262 436 000 | 286 731 000 | 288 624 000 | 290 077 000 |
| RSFS de Rusia       | 117 534 000 | 130 079 000 | 137 551 000 | 147 400 000 | 148 041 000 | 148 543 000 |
| RSS de Ucrania      | 41 869 000  | 47 126 000  | 49 755 000  | 51 707 000  | 51 839 000  | 51 944 000  |
| RSS de Bielorrusia  | 8 055 000   | 9 002 000   | 9 560 000   | 10 200 000  | 10 259 000  | 10 260 000  |
| RSS de Uzbekistán   | 8 106 000   | 11 799 000  | 15 391 000  | 19 905 000  | 20 322 000  | 20 708 000  |
| RSS de Kazajistán   | 9 310 000   | 13 009 000  | 14 684 000  | 16 536 000  | 16 691 000  | 16 793 000  |
| RSS de Georgia      | 4 044 000   | 4 686 000   | 5 015 000   | 5 443 000   | 5 456 000   | 5 464 000   |
| RSS de Azerbaiyán   | 3 698 000   | 5 117 000   | 6 028 000   | 7 038 000   | 7 131 000   | 7 137 000   |
| RSS de Lituania     | 2 711 000   | 3 128 000   | 3 398 000   | 3 690 000   | 3 723 000   | 3 728 000   |
| RSS de Moldavia     | 2 884 000   | 3 569 000   | 3 947 000   | 4 338 000   | 4 362 000   | 4 367 000   |
| RSS de Letonia      | 2 093 000   | 2 364 000   | 2 521 000   | 2 680 000   | 2 687 000   | 2 681 000   |
| RSS de Kirguistán   | 2 066 000   | 2 934 000   | 3 529 000   | 4 290 000   | 4 367 000   | 4 422 000   |
| RSS de Tayikistán   | 1 980 000   | 2 900 000   | 3 801 000   | 5 109 000   | 5 248 000   | 5 358 000   |
| RSS de Armenia      | 1 763 000   | 2 492 000   | 3 031 000   | 3 288 000   | 3 293 000   | 3 376 000   |
| RSS de Turkmenistán | 1 516 000   | 2 159 000   | 2 759 000   | 3 534 000   | 3 622 000   | 3 714 000   |
| RSS de Estonia      | 1 197 000   | 1 356 000   | 1 466 000   | 1 573 000   | 1 583 000   | 1 582 000   |

## Grupos étnicos

Composición étnica de la población de la Unión Soviética en 1989.

La Unión Soviética era uno de los países con mayor diversidad étnica del mundo, con más de 100 grupos étnicos nacionales distintos viviendo dentro de sus fronteras. Las etnias estaban repartidas de la siguiente forma: 75 % eslavos orientales, 12 % túrquicos y el 13 % otras minorías étnicas. 
El extenso imperio multinacional que los bolcheviques heredaron después de su revolución fue creado por la expansión zarista por casi cuatro siglos. Algunos grupos de naciones se unieron voluntariamente al imperio, pero otros fueron unidos a la fuerza. Generalmente, los rusos y la mayoría de la población no rusa del imperio compartieron poco en cuanto a cultura, religión e idioma. Más a menudo que nunca, dos o más nacionalidades diversas fueron colocadas en el mismo territorio. Por lo tanto, los antagonismos nacionales se desarrollaron con los años no sólo contra los rusos, sino a menudo entre algunas de las naciones sujetas también.
A lo largo de toda su historia, los rusos étnicos constituyeron una mayoría de los ciudadanos soviéticos. Según el censo de 1939, los rusos alcanzaron un pico del 58,4% de la población.Desde 1939, el porcentaje de rusos étnicos en la URSS comenzó a disminuir. En 1959, el 54,6% de los ciudadanos soviéticos estaban registrados como rusos étnicos. Al principio, esto se debió a la incorporación de nuevos territorios al oeste de Europa después de la Segunda Guerra Mundial, como las fronteras orientales ucranianas y bielorrusas, las repúblicas bálticas, la Rutenia de los Cárpatos y Besarabia. Esto resultó en un aumento de los grupos étnicos no rusos, especialmente de bielorrusos, ucranianos, polacos, moldavos, lituanos, letones y estonios . Sin embargo, a partir de la década de 1960, el declive de la mayoría rusa fue impulsado principalmente por los grupos étnicos indígenas que residían en las repúblicas soviéticas del Cáucaso y Asia Central. Por ejemplo, los cinco principales grupos de Asia central (uzbekos, kazajos, kirguíses, tayikos y turcomanos) experimentaron en conjunto un aumento del 163,81% entre 1959 y 1989. Los azerbaiyanos, el mayor grupo musulmán del Cáucaso soviético, crecieron de 2,9 millones de personas a casi 6,8 millones durante el mismo período, lo que representa un aumento del 130,31%. Mientras tanto, los rusos étnicos aumentaron solo un 27,20%. Cuando se publicó el censo de 1989, los rusos étnicos representaban solo el 50,8% de la población y se proyectaba que se convertirían en una minoría en la próxima década.

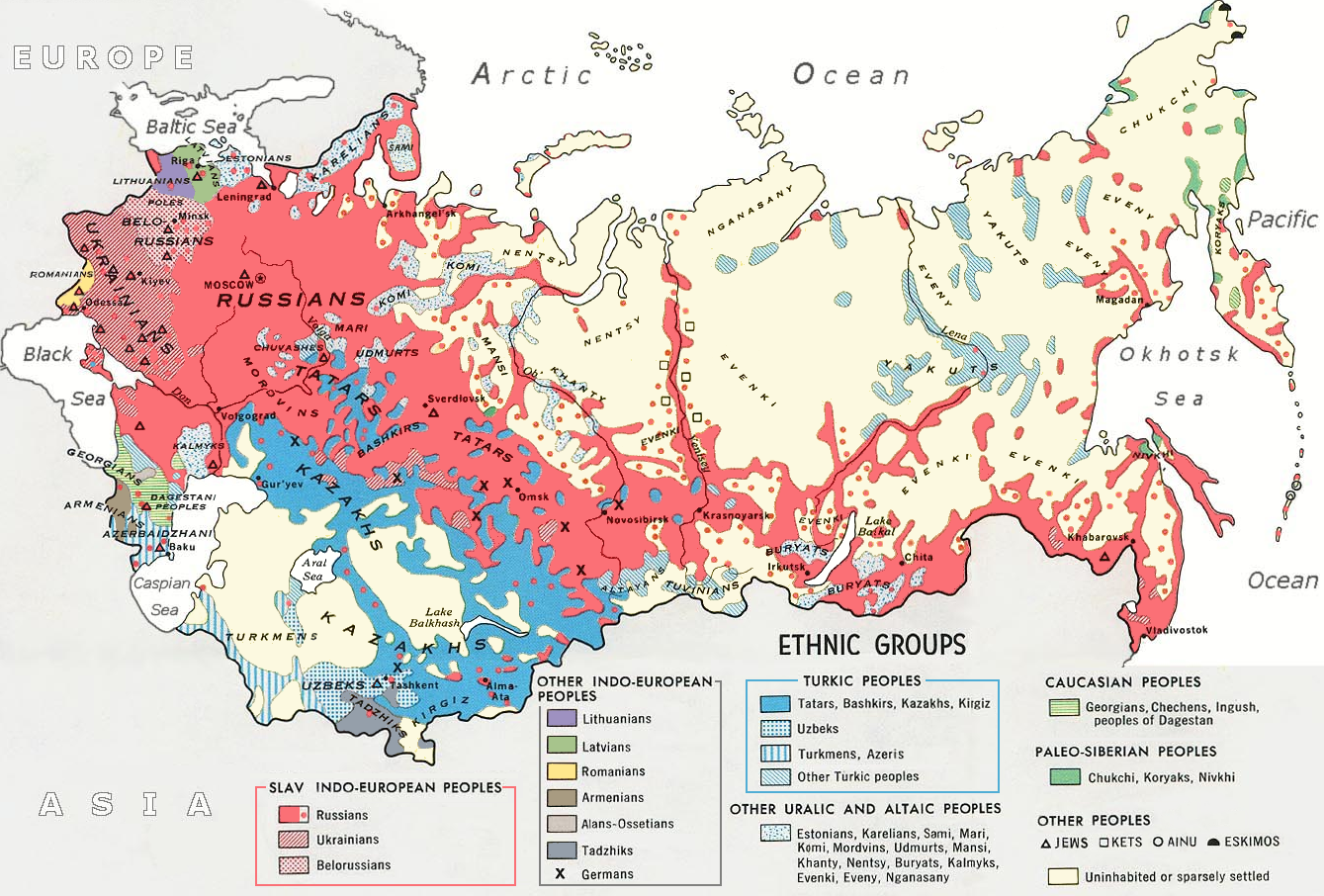
Mapa etnográfico de la Unión Soviética.

El aumento de la población no rusa, especialmente de los musulmanes soviéticos del Cáucaso y Asia Central, se puede explicar analizando los diferentes patrones de las tasas de fecundidad total entre los grupos étnicos. Según los profesores de investigación Barbara A. Anderson y Brian D. Silver, la fecundidad soviética era alta y baja. La tasa nacional se situó en 2,8 hijos por mujer en 1958 antes de caer a 2,4 en 1969 y 2,3 en 1978.La fecundidad total de las mujeres étnicamente rusas dentro de la RSFSR disminuyó de 2,4 a 1,8 a finales de los años 1960 y 1970. La misma tendencia se pudo encontrar en las regiones bálticas y occidentales de la URSS, donde la nacionalidad titular de cada una de las repúblicas soviéticas se acercaba a la fecundidad por debajo del nivel de reemplazo. Los grupos étnicos caucásicos, como los armenios y los georgianos , siguieron la misma tendencia, pero en promedio tuvieron más hijos que los ciudadanos soviéticos que vivían en las repúblicas soviéticas europeas. En general, las etnias mencionadas tenían una tasa de fecundidad total promedio de entre 1,8 y 2,3 en 1978.En cambio, las mujeres musulmanas soviéticas tenían tasas de fecundidad mucho más altas. Entre 1969 y 1970, la mujer musulmana promedio tenía 7 hijos, lo que representa un aumento con respecto a 6,2 entre 1958 y 1959. A pesar de disminuir a 5,6  y seguir cayendo en la década de 1980, la tasa de natalidad entre los musulmanes soviéticos se mantuvo consistentemente más alta que entre los no musulmanes.
Durante cerca de setenta años, los líderes soviéticos habían mantenido que las fricciones entre las muchas nacionalidades de la Unión Soviética habían sido erradicadas y que la Unión Soviética consistía en una familia de naciones que vivían armoniosamente juntas. No obstante, el fermento nacional que sacudió cada rincón de la Unión Soviética en los años ochenta probó que setenta años de gobierno comunista habían fracasado en la erradicación de las diferencias nacionales y étnicas y que las religiones y culturas tradicionales reemergerían dada la más pequeña oportunidad. Esta realidad que enfrentaban Gorbachov y sus colegas significó que, a la poca confianza en el tradicional uso de fuerza, tuvieron que encontrar soluciones alternativas a fin de evitar la desintegración de la Unión Soviética.
Las concesiones otorgadas a las culturas nacionales y la autonomía limitada tolerada en las repúblicas de la Unión durante los años veinte llevaron al desarrollo de élites nacionales y a un elevado sentido de identidad nacional. La represión subsecuente y la rusificación provocaron el resentimiento contra la dominación por parte de Moscú y promovieron el posterior crecimiento de la conciencia nacional. Los sentimientos nacionales fueron exacerbados en el estado multinacional soviético por la competencia incrementada por los recursos, servicios y trabajos.
| Grupo étnico             | Año         | Año   | Año         | Año   | Año         | Año   | Año         | Año   | Año         | Año   | Año         | Año   |
| Grupo étnico             | 1926        | 1926  | 1939        | 1939  | 1959        | 1959  | 1970        | 1970  | 1979        | 1979  | 1989        | 1989  |
| Grupo étnico             | Número      | %     | Número      | %     | Número      | %     | Número      | %     | Número      | %     | Número      | %     |
| ------------------------ | ----------- | ----- | ----------- | ----- | ----------- | ----- | ----------- | ----- | ----------- | ----- | ----------- | ----- |
|                          |             |       |             |       |             |       |             |       |             |       |             |       |
| Eslavos orientales       | 113 725 023 | 77,3% | 132 977 920 | 78%   | 159 279 997 | 76,2% | 178 820 141 | 74%   | 189 207 191 | 72,2% | 199 377 746 | 69,8% |
| Rusos                    | 77 791 124  | 52,9% | 99 591 520  | 58,4% | 114 113 579 | 54,6% | 129 015 140 | 53,4% | 137 397 089 | 52,4% | 145 155 489 | 50.8% |
| Ucranianos               | 31 194 976  | 21,2% | 28 111 007  | 16,5% | 37 252 930  | 17,8% | 40 753 246  | 16,9% | 42 347 387  | 16,2% | 44 186 006  | 15,5% |
| Bielorrusos              | 4 738 923   | 3,2%  | 5 275 393   | 3,1%  | 7 913 488   | 3,8%  | 9 051 755   | 3,7%  | 9 462 715   | 3,6%  | 10 036 251  | 3,5%  |
| Bálticos                 | 337 832     | 0,2%  | 290 689     | 0,2%  | 4 714 249   | 2,3%  | 5 102 144   | 2,1%  | 5 309 793   | 2%    | 5 553 025   | 2%    |
| Lituanos                 | 41 463      | –     | 32 624      | –     | 2 326 094   | 1,1%  | 2 664 944   | 1,1%  | 2 850 905   | 1,1%  | 3 067 390   | 1,1%  |
| Letones                  | 141 703     | 0,1%  | 114 476     | 0,1%  | 1 399 539   | 0,7%  | 1 429 844   | 0,6%  | 1 439 037   | 0,5%  | 1 458 986   | 0,5%  |
| Estonios                 | 154 666     | 0,1%  | 143 589     | 0,1%  | 988 616     | 0,5%  | 1 007 356   | 0,4%  | 1 019 851   | 0,4%  | 1 026 649   | 0,4%  |
| Centroasiáticos          | 10 378 267  | 7,1%  | 10 872 278  | 6,3%  | 13 004 209  | 6,3%  | 19 607 300  | 8,1%  | 25 844 301  | 9,9%  | 34 306 926  | 12%   |
| Uzbekos                  | 3 904 622   | 2,7%  | 4 845 140   | 2,8%  | 6 015 416   | 2,9%  | 9 195 093   | 3,8%  | 12 455 978  | 4,8%  | 16 697 825  | 5,8%  |
| Kazajos                  | 3 968 289   | 2,7%  | 3 100 949   | 1,8%  | 3 621 610   | 1,7%  | 5 298 818   | 2,2%  | 6 556 442   | 2,5%  | 8 135 818   | 2,8%  |
| Kirguises                | 762 736     | 0,5%  | 884 615     | 0,5%  | 968 659     | 0,5%  | 1 452 222   | 0,6%  | 1 906 271   | 0,7%  | 2 528 946   | 0,9%  |
| Tayikos                  | 978 680     | 0,7%  | 1 229 170   | 0,7%  | 1 396 939   | 0,7%  | 2 135 883   | 0,9%  | 2 897 697   | 1,1%  | 4 215 372   | 1,5%  |
| Turcomanos               | 763 940     | 0,5%  | 812 404     | 0,5%  | 1 001 585   | 0,5%  | 1 525 284   | 0,6%  | 2 027 913   | 0,8%  | 2 728 965   | 1%    |
| Cáucasicos               | 5 095 357   | 3,5%  | 6 678 174   | 3,9%  | 8 418 590   | 4%    | 11 184 388  | 4.6%  | 13 199 075  | 5,1%  | 15 374 680  | 5,4%  |
| Azerbaiyanos             | 1 706 605   | 1,2%  | 2 275 678   | 1,3%  | 2 939 728   | 1,4%  | 4 379 937   | 1,8%  | 5 477 330   | 2,1%  | 6 770 403   | 2,4%  |
| Georgianos               | 1 821 184   | 1,2%  | 2 249 636   | 1,3%  | 2 691 950   | 1,3%  | 3 245 300   | 1,3%  | 3 570 504   | 1,4%  | 3 981 045   | 1,4%  |
| Armenios                 | 1 567 568   | 1,1%  | 2 152 860   | 1,3%  | 2 786 912   | 1,3%  | 3 559 151   | 1,5%  | 4 151 241   | 1,6%  | 4 623 232   | 1,6%  |
| Otras etnias importantes | 11 060 350  | 7,5%  | 13 329 325  | 7,8%  | 16 143 803  | 7,7%  | 17 791 480  | 7,4%  | 18 316 932  | 7%    | 18 989 883  | 6,6%  |
| Moldavos                 | 278 905     | 0,2%  | 260 418     | 0,2%  | 2 214 139   | 1,1%  | 2 697 994   | 1,1%  | 2 968 224   | 1,1%  | 3 352       | 1,2%  |
| Judíos                   | 2 672 499   | 1,8%  | 3 028 538   | 1,8%  | 2 267 814   | 1,1%  | 2 099 833   | 0,9%  | 1 761 724   | 0,7%  | 1 378 344   | 0,5%  |
| Alemanes                 | 1 238 549   | 0,8%  | 1 427 232   | 0,8%  | 1 619 655   | 0,8%  | 1 846 317   | 0,8%  | 1 936 214   | 0,7%  | 2 038 603   | 0,7%  |
| Tártaros                 | 2 916 536   | 2%    | 4 313 488   | 2,5%  | 4 917 991   | 2,4%  | 5 783 111   | 2,4%  | 6 185 196   | 2,4%  | 6 648 760   | 2,3%  |
| Polacos                  | 782 334     | 0,5%  | 630 097     | 0,4%  | 1 380 282   | 0,7%  | 1 167 523   | 0,5%  | 1 150 991   | 0,4%  | 1 126 334   | 0,4%  |
| Chuvasios                | 1 117 419   | 0,8%  | 1 369 574   | 0,8%  | 1 469 766   | 0,7%  | 1 694 351   | 0,7%  | 1 751 366   | 0,7%  | 1 842 346   | 0,6%  |
| Mordvinos                | 1 340 415   | 0,9%  | 1 456 330   | 0,9%  | 1 285 116   | 0,6%  | 1 262 670   | 0,5%  | 1 191 765   | 0,5%  | 1 153 987   | 0,4%  |
| Baskires                 | 713 693     | 0,5%  | 843 648     | 0,5%  | 989 040     | 0 5%  | 1 239 681   | 0,5%  | 1 371 452   | 0,5%  | 1 449 157   | 0,5%  |
| Otros                    | 6 431 086   | 4,4%  | 6 408 707   | 3,8%  | 7 216 092   | 3,5%  | 9 214 681   | 3,8%  | 10 207 362  | 3,9%  | 12 140 251  | 4,2%  |
|                          |             |       |             |       |             |       |             |       |             |       |             |       |
| Total:                   | 147 027 915 | 100%  | 170 557 093 | 100%  | 208 826 650 | 100%  | 241 720 134 | 100%  | 262 084 654 | 100%  | 285 742 511 | 100%  |

Otros grupos étnicos incluían abjasios, adigueses, aleutianos, ávaros, buriatos, chechenos, cosacos, tártaros de Crimea, evenkíes, finlandeses, gagaúzos, ingusetios, inuits, kalmukos, karakalpakos, carelios, kets, lezguinos, maris, mongoles, nénetses, osetios, romaníes, rumanos, tats, tuvanos, udmurtos y yakutos. Docenas de estos otros grupos étnicos eran etnias titulares de diferentes Repúblicas Socialistas Soviéticas Autónomas u Óblasts Autónomos dentro de las repúblicas a nivel de unión (por ejemplo, los tártaros en la RASS Tártara dentro de la RSFSR, la RASS Abjasia dentro de la RSS de Georgia) o lo habían sido anteriormente ( RASS alemana del Volga, RASS de Crimea).

## Grupos lingüísticos
En la década de 1920, el gobierno soviético lanzó una campaña política de korenización ("indigenización"), es decir, la sustitución del idioma ruso por idiomas nacionales locales en la administración, la educación y la cultura. En la década de 1930 al conseguir cumplir la mayoría de sus objetivos, se frenó la política de indigenización.
El ruso se convirtió en el idioma mayoritario de la Unión Soviética en 1990.  Hasta entonces, todavía era necesario tener un idioma de comunicación común. El resultado de facto inevitablemente favoreció al ruso, la lengua materna de la mitad de los ciudadanos soviéticos. 
En total, los ciudadanos soviéticos hablaban más de 200 idiomas y dialectos (al menos 18 con más de un millón de hablantes), siendo su composición la siguiente: 75% del grupo eslavo; 12% del grupo urálico; 8% de otros idiomas indoeuropeos; 3%, del grupo altaico; y 2% del grupo caucásico (según una estimación de 1990).

## Grupos religiosos
El Estado fue separado de la Iglesia por el Decreto del Consejo de Comisarios del Pueblo el 23 de enero de 1923. Las cifras oficiales del número de creyentes religiosos en la Unión Soviética no estaban disponibles en 1989. Pero según varias fuentes soviéticas y occidentales, alrededor de un tercio de la gente de la Unión Soviética, profesaba alguna creencia religiosa. El cristianismo y el islam se disputaban la mayoría de los creyentes. Los cristianos pertenecían a varias Iglesias: la ortodoxa, la cual tenía el número más grande de seguidores; la católica; la Baptista y varias otras iglesias protestantes. Hubo muchas iglesias en este país (7500 Iglesias Ortodoxas Rusas en 1974). La mayoría de los fieles de la fe islámica eran sunitas. El judaísmo tuvo también muchos seguidores. Hubo otras religiones, las cuales eran practicadas por un número relativamente pequeño de creyentes, incluido el budismo, lamaísmo y chamanismo, una religión basada en el espiritualismo primitivo. El papel de la religión en la vida diaria de los ciudadanos soviéticos varió enormemente. Ya que los dogmas religiosos islámicos y los valores sociales de los musulmanes están estrechamente interrelacionados, la religión pareció tener una mayor influencia en los musulmanes que en los cristianos u otros creyentes. Dos tercios de la población soviética, sin embargo, no tenían creencias religiosas. Cerca de la mitad de la gente, incluyendo a miembros del PCUS y oficiales de alto nivel del gobierno, eran ateos. Por lo tanto, para la mayoría de los ciudadanos soviéticos, la religión era irrelevante. Sin embargo, según diversas fuentes soviéticas y occidentales, más de un tercio de la población del país profesaba creencias religiosas: ortodoxos rusos 20%, musulmanes 10%, protestantes, ortodoxos georgianos, ortodoxos armenios y católicos romanos 7%, judíos menos del 1%, ateos 60% (estimación de 1990).  Algunos sistemas de creencias paganas indígenas existían en las tierras siberianas y del Lejano Oriente ruso entre las poblaciones locales.

## Principales ciudades
La Unión Soviética poseía en julio de 1990 una población de 290 millones de personas, habiéndose convertido en ese entonces en el tercer país más poblado del mundo y aventajando a Estados Unidos en unas 40 millones de personas. Las veinte ciudades soviéticas más pobladas eran las siguientes:
| 1.ª  | Moscú           | 8 769 000 |
| 2.ª  | Leningrado      | 4 456 000 |
| 3.ª  | Kiev            | 2 587 000 |
| 4.ª  | Tashkent        | 2 073 000 |
| 5.ª  | Bakú            | 1 757 000 |
| 6.ª  | Járkov          | 1 611 000 |
| 7.ª  | Minsk           | 1 589 000 |
| 8.ª  | Gorki           | 1 438 000 |
| 9.ª  | Novosibirsk     | 1 436 000 |
| 10.ª | Sverdlovsk      | 1 367 000 |
| 11.ª | Tiflis          | 1 260 000 |
| 12.ª | Kúibishev       | 1 257 000 |
| 13.ª | Ereván          | 1 199 000 |
| 14.ª | Dniepropetrovsk | 1 179 000 |
| 15.ª | Omsk            | 1 148 000 |
| 16.ª | Cheliábinsk     | 1 143 000 |
| 17.ª | Odesa           | 1 115 000 |
| 18.ª | Donetsk         | 1 110 000 |
| 19.ª | Kazán           | 1 094 000 |
| 20.ª | Alma Ata        | 1 072 000 |